# Kornel Földvári
Kornel Földvári (13. února 1932, Trenčín – 26. března 2015, Bratislava) byl slovenský spisovatel, výtvarný a literární kritik a také překladatel z němčiny. V roce 2006 se stal za dílo O karikatúre laureátem slovenské literární ceny Dominika Tatarku.
Byl autorem literárních děl O detektívke (2009) a O karikatúre (2006). Jako překladatel přeložil z němčiny literáty, kterými byli např. Willy Breinholst, či Kurt Bosetzky.